# Atacuri cibernetice asupra Ucrainei (2017)
O serie de puternice atacuri cibernetice folosind malware-ul Petya  a început pe 27 iunie 2017 inundând websiteurile  ucrainene ale unor organizații, bănci, ministere, ziare și firme de electricitate. Infecții similare au fost raportate în Franța, Germania, Italia, Polonia, Rusia, Marea Britanie, Statele Unite ale Americii și Australia. ESET a estimat la 28 iunie 2017, că 80% din toate infecțiile au fost în Ucraina, Germania fiind a doua cea mai greu lovită (9%). Pe 28 iunie 2017, guvernul ucrainean a declarat că atacul a fost oprit. Pe 30 iunie 2017, Associated Press a raportat că experții au fost de acord că Petya n- a fost un ransomware ci, de fapt, a vizat Ucraina!

## Abordare

### Ucraina acuză Rusia
Pe 30 iunie, Serviciul de Securitate al Ucrainei (SBU) a raportat că a confiscat echipamente care au fost folosite pentru a lansa atac cibernetic, susținând că acestea au aparținut unor agenți ruși responsabili pentru lansarea atacului. Pe 1 iulie 2017, SBU a susținut că datele disponibile au arătat că aceiași autori care, în Ucraina, în decembrie 2016, au atacat sistemul financiar, de transport și  energetic din Ucraina (folosind TeleBots și BlackEnergy) au atacat Ucraina și în 27 iunie 2017. "Acest lucru demonstrează implicarea serviciilor speciale ale Federației Ruse în acest atac", a fost concluzia. (în decembrie 2016 un atac cibernetic asupra sistemului energetic a provocat o pană de curent în partea de nord a capitalei, Kiev.)

Relatiile ruso–ucrainene sunt înghețate, începând din momentul în care, în 2014, Rusia a anexat Crimea, apoi a sprijinit guvernul insurgenților separatiști în estul Ucrainei astfel încât până la sfârșitul lunii iunie 2017 au ucis mai mult de 10.000 de oameni. (Rusia a negat în mod repetat trimiterea de trupe sau echipamente militare în estul Ucrainei.)
 
Ucraina susține că hackingul asupra instituțiilor de stat ucrainene este parte a ceea ce ei descriu ca un "război hibrid" al Rusiei împotriva Ucrainei.

## Reacții
Secretarul  Consiliului Național de Securitate și Apărare a Ucrainei , Oleksandr Turchynov a susținut că există semne ale implicării ruse în atacul cibernetic din 27 iunie fără să dea vreo dovadă directă. Oficialii ruși au negat orice implicare, declarând auzațiile Ucrainei ca nefondatr..
Secretarul General al NATO, Jens Stoltenberg a promis pe 28 iunie 2017, că NATO va continua sprijinul pentru Ucraina în consolidarea apărării cibernetice.